# Glénat Manga
Glénat Manga est la collection de l'éditeur de bande dessinée Glénat consacrée aux mangas. Glénat est l'un des leaders du marché, notamment grâce à Dragon Ball et One Piece.

## Historique
Si les Humanoïdes Associés ont été les premiers à publier un manga papier en France en 1983 avec Gen d'Hiroshima (grand format), ce sont les éditions Glénat qui ont démocratisé le genre en 1990 avec Akira de Katsuhiro Ōtomo, qui donne son titre à la première collection de l'éditeur dédiée aux mangas. Celle-ci comprenait également Appleseed, Ghost in the Shell et Orion de Masamune Shirow, Ashman et Gunnm (grand format) de Yukito Kishiro, HK de Jean-David Morvan et Kévin « Trantkat » Hérault, Kazandou de Stéphane Gess et Humbert Chabuel, Kuro Gane de Kei Tōme, Nomad de Jean-David Morvan, Philippe Buchet et Sylvain Savoia, et Riot de Satoshi Shiki. Certains de ses mangas furent prépubliés, dans Kaméha du même éditeur pour Akira et Riot, et dans Manga Player de Média Système Édition, futur Pika Édition pour Ghost in the shell.
Glénat publie surtout Dragon Ball en demi-volume en kiosque à partir de février 1993, puis en librairie à partir de mai 1993.
En 2016, Stéphane Ferrand, chez Glénat depuis 2007, est remplacé à la direction de la collection par Satoko Inaba.
En 2024, Glénat annonce sa volonté de s'affranchir des classifications « shônen », « shojo », et « seinen » pour leur collection et d'utiliser des mots-clés indiquant les indiquer les thèmes principaux de l'œuvre.

## Catalogue
|  | Manga / Manhua / Manhwa dont la commercialisation a été arrêtée. |

Dernière mise à jour : Octobre 2016.

### Numérique
Afin de lutter contre le scantrad, Glénat Manga a lancé en septembre 2021 sa plateforme de lecture numérique gratuite Glénat Manga Max, permettant de lire les derniers chapitres des titres en simultané avec le Japon. 
En juillet 2020, elle a également participé au mouvement We Love Manga, en partageant le #WeLoveManga sur ses réseaux sociaux, pour soutenir la lecture légale numérique.

## Site externes
- Site officiel